# El Cronicón
El Cronicón: periódico de literatura, comercio y avisos, va ser un diari que va sortir a Reus el 1847.

## Història
Dirigit i imprès per Pere Sabater, volia ser un periòdic literari amb cert to humorístic. Al prospecte que va sortir abans de l'aparició del diari deien: "Un periódico más! dirán nuestros lectores al pasear sus inquietas miradas en el prospecto. […] Nuestro periódico pertenece al grupo epicénico (vulgo hermafrodita), es decir, literario y de avisos".
El primer número sortí el 15 d'agost de 1847 i el darrer el 12 de setembre d'aquell mateix any.
Segons l'historiador i periodista reusenc Gras i Elies, Pere Sabater era un impressor i un home molt actiu i aficionat a la literatura. "Por espacio de muchos años fue apuntador y director de escena de nuestro Teatro Principal. Publicà i imprimí també El Liberal reusense, de caràcter esparterista.

## Contingut
Sortia els diumenges, dimarts dijous i dissabtes, en format foli, 4 pàgines a tres columnes
Publicava comunicats oficials, articles d'informació general, de literatura, preus del mercat, funcions de teatre, moviment dels ports de Tarragona i Salou, etc.

## Localització
Els exemplars coneguts són a la Biblioteca Central Xavier Amorós. Reus